# 에드윈 워커

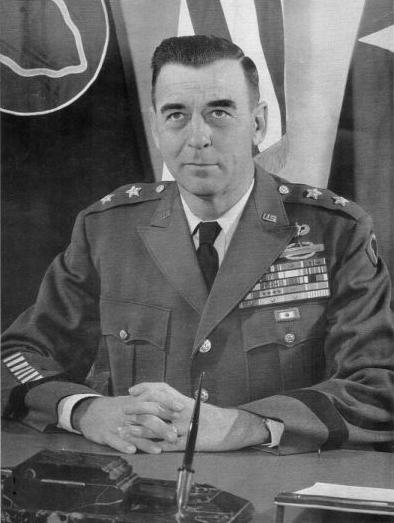
에드윈 앤더슨 워커

에드윈 앤더슨 워커(영어: Edwin Anderson Walker, 1909년 11월 10일 ~ 1993년 10월 31일)는 미국의 군인이다.제2차 세계대전과 6.25 전쟁에 참전했다. 워커는 유능한 지휘관이었지만 보수주의자이자 인종차별주의자로 논란의 대상이었다.

## 생애
에드윈 워커는 텍사스주의 센터포인트에서 태어났다. 1927년에 뉴멕시코주의 밀리터리 스쿨(사관학교를 모방한 교육을 실시한 고등학교)를 졸업한 후 미육군사관학교에 입교해 1931년 졸업했다. 제2차 세계대전 당시 워커는 이탈리아에서 캐나다와 미국의 혼성기습부대를 지휘했다. 1944년 8월에 워커의 부대는 코트 다쥬르의 엘르 섬에 낙하해 독일군 수비대를 제거하기도 했다.
워커는 6.25 전쟁에서 다시 전투를 지휘해 이름을 떨쳤는데 이후 아칸소 주의 리틀록 군구의 지휘관이 되었다.
아칸소 시절 그는 리틀록 중앙고교의 인종차별 정책을 폐지하라는 아이젠하워 대통령의 명령을 실시했다.
1959년에 워커는 제 24 보병사단의 지휘관으로 독일로 부임했다. 그렇지만 1961년부터 그는 논쟁의 대상이 되었다. 워커는 우익도서를 그의 사단병사들에게 배포해 물의를 빚었는데 트루먼, 루즈벨트, 애치슨은 멍청이라고 잡지책에 쓰기도 했다. 결국 국방장관인 로버트 맥나마라는 그를 해임했고 워커는 1961년 11월 2일에 군을 사직했다.
워커의 사임 직전인 1961년 9월에도 인종차별이 만연했던 미시시피 대학의 아프리카계 미국인인 제임스 멜레디스가 입학하려고 한 것에 대해 항의데모를 조직한 적도 있었다. 워커는 1962년에 텍사스주 주지사 선거에 나섰지만 6명의 후보들이 겨루는 예비선거에서 패배했다.
워커는 리 하비 오스왈드에게 저격당할 뻔 했다. 1963년 2월 워커는 <Operation Midnight Ride>라는 반공단체와 협력한 것으로 신문지상을 장식했다. 오스왈드는 4월 10일에 그의 암살을 계획해 워커에게 총을 쏘았지만 총알은 워커를 빗나갔다. 당시 조사기관은 누가 워커에게 총을 쏘았는지 알아내지 못했다. 현장엔 오스왈드가 남긴 갈겨 쓴 러시아어 메모가 전부여서 공산주의자들의 소행이라 여겨졌다. 워커의 암살미수 후 오스왈드는 다시 존 F. 케네디 대통령을 암살했는데 이 때 붙잡힌 오스왈드가 소지한 이탈리아제 카르카노 M1938의 소총탄이 워커의 암살미수에 쓰인 탄환과 일치한다는 것과 필적이 동일함을 밝혀내 그가 워커를 저격하려다 실패했음이 밝혀졌다.
워커는 보수적인 관점을 지녀 네거티브적인 보도에 화가 나 AP통신사를 상대로 손해배상 청구를 벌이기도 했지만 패소했으며 1976년 6월 23일엔 댈러스 공원에서 공연음란죄로 체포되기도 했다. 유능한 지휘관이었지만 인종차별적 사고와 고루한 보수주의자로 사생활 면에서 문제가 많았던 워커는 1993년에 사망했다.